# Åminne gård
Åminne gård är en herrgård i Köklax, Esbo stad, belägen i det finländska landskapet Nyland. De äldsta delarna av gårdens huvudbyggnad härstammar från 1800-talet. Herrgården är byggd i jugendstil.
Åminne gård är en av de äldsta bevarade byggnaderna i Köklax och visar den tidiga industrialiseringen i Esbo. Inom området har flera tegel- och glasbruk funnits, vilka hade nära kopplingar till gården.
Flera närliggande platser, så som Åminnevägen, har fått sina namn från gården. 

## Historia och arkitektur
År 1883 köpte byggmästaren Karl Wilkman, mest känd för att ha byggt Hotell Kämp i Helsingfors, Åminne gård på auktion och bosatte sig där med sin familj, däribland sonen och senare överbefälhavaren Karl Wilkama. Wilkman grundade det första tegelbruket, Åminne tegelbruk, år 1886 och skeppade tegel från bruket till sina egna byggarbetsplatser med ångbåtar. Den nuvarande gården har ersatt ett äldre bostadshus på samma plats, men redan då var gården omgiven av en trädgård.
I början av 1900-talet köpte ingenjören Knut Selin först Åminne tegelbruk och senare även hela gården. Från Selins tid som bruksägare finns ett garage bevarat, uppfört av tegel från det egna bruket på 1910-talet.
På hösten 1912 började Åminne gård användas som skola av Svenska Kreaturhushållningsskolan som bedrev sin verksamhet på gården.
Under 1920- och 30-talen ersattes tegelbruken av glasbruk, och fabrikörerna använde Åminne gård som tjänstebostad. Senare ägdes gården av bland annat Alko Ab och KOP-banken innan Esbo stad löste in den på 1970-talet för att förhindra rivning.